# Villeneuve-Saint-Georges

Villeneuve-Saint-Georges en la Petite Couronne.

 Villeneuve-Saint-Georges  es una comuna francesa, situada en el departamento de Valle del Marne, de la región
Isla de Francia.

## Demografía
| 1 088 | 939 | 964 | 953 | 1 090 | 1 083 | 1 035 | 1 071 | 1 069 | 1 031 | 1 069 | 1 758 | 1 627 | 2 262 | 2 588 | 4 315 | 5 193 | 6 485 | 8 178 | 9 661 | 11 393 | 14 034 | 16 477 | 19 625 | 21 237 | 18 299 | 21 596 | 28 091 | 30 467 | 31 664 | 28 119 | 26 952 | 28 361 | 30 609 | 32 767 | 35 492 |
| Para los censos de 1962 a 1999 la población legal corresponde a la población sin duplicidades (Fuente: INSEE [Consultar]) |     |     |     |       |       |       |       |       |       |       |       |       |       |       |       |       |       |       |       |        |        |        |        |        |        |        |        |        |        |        |        |        |        |        |        |